# Пономарёв, Валериан Корнельевич
Валериа́н Корне́льевич Пономарёв (7 сентября 1898 года — 18 июля 1955 года) — советский военный деятель, конструктор артиллерийского вооружения, генерал-майор инженерно-технической службы. Герой Социалистического Труда (1945), лауреат Сталинской премии (1946)

## Биография
Родился в городе Ядрин Казанской губернии в семье военного чиновника. Отец рано умер, детство Пономарёва проходило трудно. В 1916 году окончил Ядринское реальное училище, в котором учился за казенный счет.
В этом же году вольноопределяющимся (добровольцем) вступил в Русскую императорскую армию. Окончил краткосрочные курсы в Сергиевском артиллерийском училище в Одессе. В составе 8-го осадного дивизиона участвовал в боях Первой мировой войны на Западном и Юго-Западном фронтах, был контужен.
В РККА с 1918 года, участвовал в Гражданской войне. В 1919 году окончил Саратовские артиллерийские курсы комсостава и в 1922 году — Одесскую школу тяжелой артиллерии. В должности помощника командира батареи сводного курсантского дивизиона участвовал в боях против Деникина, Врангеля, на Польском фронте, при ликвидации банд Махно. После окончания войны продолжил службу в Красной Армии.
Некоторое время работал на Крымских курсах командного состава в Симферополе. В 1923 году окончил Киевскую высшую военно-педагогическую школу, в 1928 году — Военно-техническую академию РККА имени Дзержинского. По окончании учёбы ему было присвоено звание «артиллерийский инспектор Красной Армии». С 1928 года по 1930 год работал в научно-техническом комитете Главного артиллерийского управления РККА по трубкам и взрывателям. В 1930 году направлен в Артиллерийский НИИ РККА, а затем прикомандирован для работы старшим инженером-конструктором в ЦКБ № 22 НКТП (в последующем НИИ-22), в котором проработал до 1952 года. Принимал непосредственное участие в разработке систем артиллерийских взрывателей и трубок.
В начале своей карьеры конструктора создал специальную высотную (для зенитной стрельбы) дистанционную трубку марки Т-3. Длительное время эту трубку не смогли превзойти: рассеивание трубок при стрельбе в зенит не превышало 0,5 %, незатухаемость их позволяла вести огонь по целям на высотах до 8,5 километров. На основе данной трубки был создан целый ряд усовершенствованных взрывательных устройств. В 1939 году Пономарёву удалось разработать дистанционно-ударный взрыватель предохранительного типа с дальним взведением, получившим наименование Д-1 и предназначавшимся для 107-152-мм гранат наземной артиллерии, главным образом для пристрелки на воздушных разрывах. Для фугасных и бронебойных снарядов крупного калибра морской артиллерии разработал взрыватели КТМФ и КТМБ. Созданные взрыватели по своим характеристикам не имели аналогов за рубежом.
В 1935 году был назначен заместителем начальника конструкторского бюро. Одним из немногих в стране в 1935 году был награждён персональной автомашиной народным комиссаром тяжелой промышленности Серго Орджоникидзе.
Во время Великой Отечественной войны Валериан Корнельевич работал заместителем главного конструктора и начальником конструкторского бюро. Простота конструкций созданных им взрывателей и их технологические характеристики обеспечили массовый выпуск в годы войны. В эти годы Пономарёв выполнял задания ГКО на заводах и полигонах. Пономарёв являлся одним из ведущих конструкторов артиллерийского вооружения, он внёс значительный вклад в укрепление огневой мощи РККА.

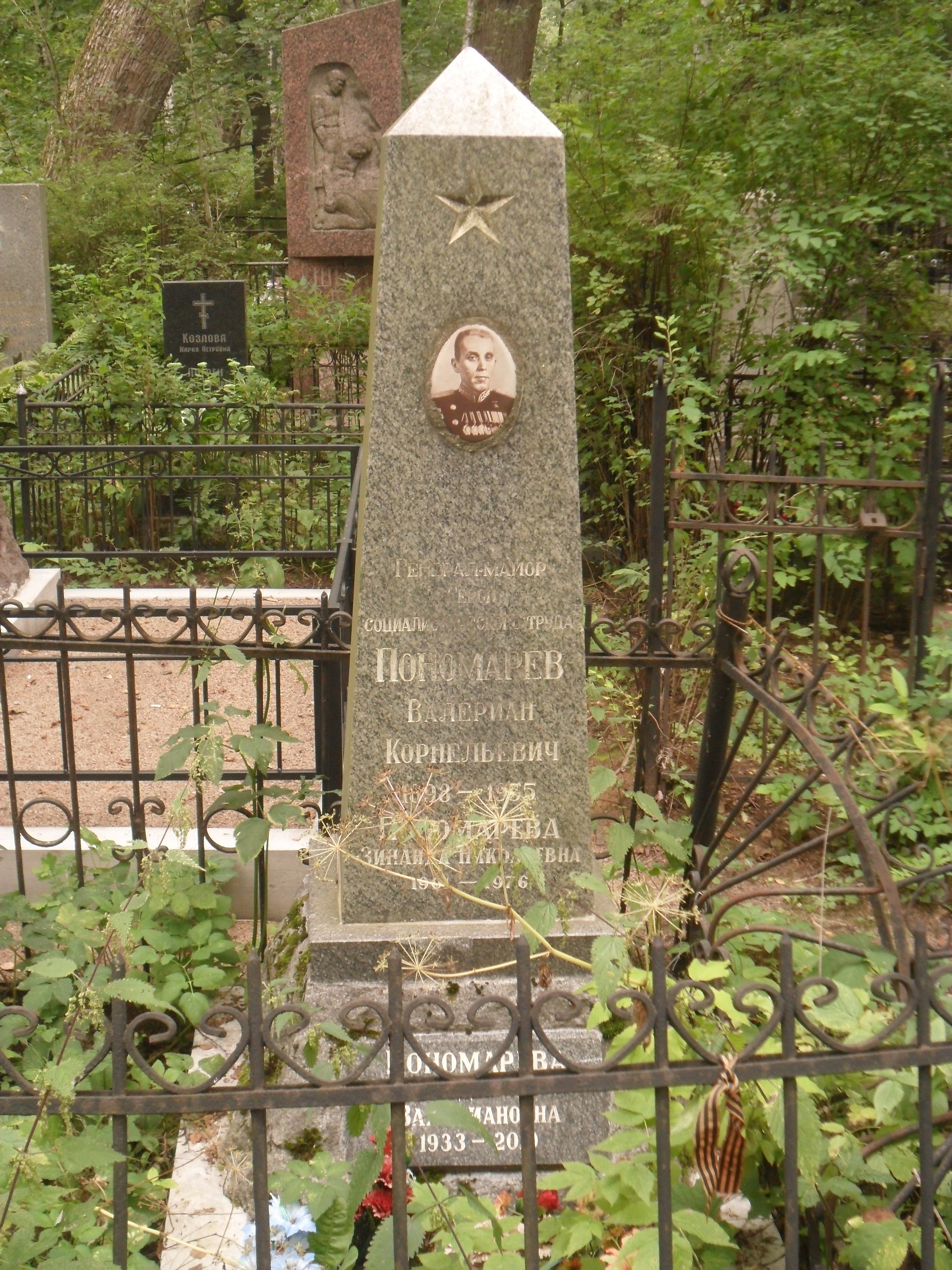
Могила Пономарёва на Богословском кладбище Санкт-Петербурга.

Указом Президиума Верховного Совета СССР от 16 сентября 1945 года за выдающиеся заслуги в деле организации производства самолётов, танков, моторов, вооружения и боеприпасов, а также создание и освоение новых образцов боевой техники и обеспечения ими Красной Армии и Военно-Морского Флота в годы Великой Отечественной войны главному конструктору взрывателей Пономарёву Валериану Корнельевичу было присвоено звание Героя Социалистического Труда.
После победы Пономарёв возглавлял отдел НИИ, под его руководством проводилась отработка некоторых образцов новых специальных изделий для Вооружённых сил СССР. В 1948 году выдвинул предложение о залповой стрельбе по зенитным целям, при которой разрывы всей группы снарядов происходят по сигналу, передаваемому с одного снаряда этой группы, в 1949 году внес предложение о стрельбе по радиолучу, а в 1950 году — об увеличении времени горения пиротехнических составов в трех кольцах обычного размера до 300 секунд.
Всего при решающем творческом участии Пономарёва было разработано около 20 конструкций взрывателей для различных систем. Жил и работал Валериан Корнельевич в городе Ленинграде.
Умер 18 июля 1955 года. Похоронен на Богословском кладбище.

## Награды
- Герой Социалистического Труда
- Медаль «Серп и Молот» № 224
- Три Ордена Ленина
- Два Ордена Красного Знамени
- Орден Отечественной войны I степени
- Орден Трудового Красного Знамени (1939)
- Орден Красной Звезды (1933)
- Медаль «XX лет Рабоче-Крестьянской Красной Армии»
- Сталинская премия III степени (1946)
- И другие.